# Avimimus
'Avimimus (il cui nome significa "imitatore di uccelli") era un genere di dinosauro vissuto nell'attuale Mongolia, nel Cretaceo superiore (fine Campaniano, inizio Maastrichtiano), fra 76,4 e 69,9 milioni di anni fa.

## Descrizione

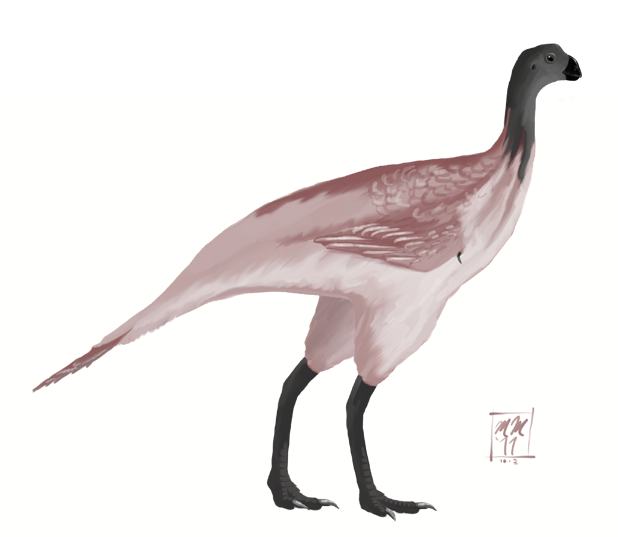
Ricostruzione

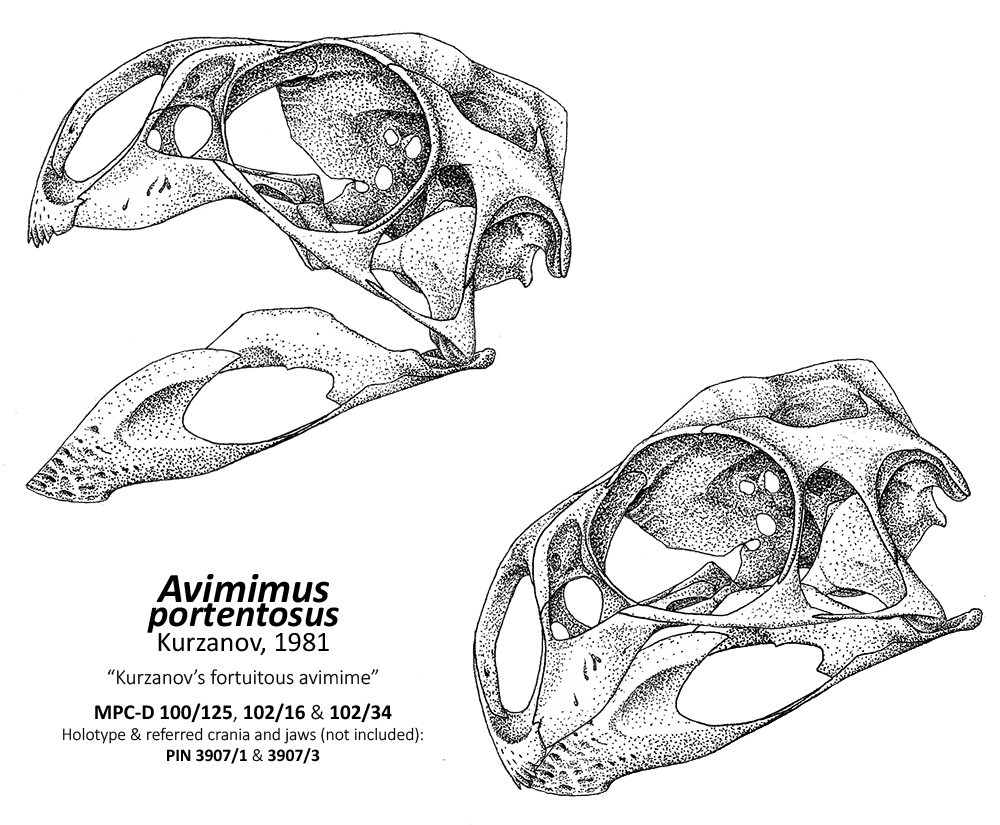
Ricostruzione del teschio

L'avimimus era un dinosauro di piccole dimensioni, raggiungeva infatti un'altezza di appena 45 cm ed era lungo 1.5 m. Il cranio, relativamente piccolo comparato al corpo, ospitava probabilmente un cervello abbastanza grande. A confermare ciò, sarebbe la dimensione delle ossa che lo circondavano ed erano adibite a proteggerlo. Anche gli occhi erano significativamente grandi in proporzione alla testa.
Si pensa che nell'Avimimus, similmente all'Oviraptor, le mascelle formassero una sorta di becco da pappagallo privo denti, e l'analisi approfondita dell'olotipo ne confermerebbe l'assenza, nonostante la presenza di una serie di sporgenze simili a denti sul margine premascellare. Tuttavia, nei campioni successivamente scoperti è stata rilevata la conservazione di piccoli denti nella premaxilla.
Il foro occipitale, che permette la connessione del midollo spinale con il cervello, era proporzionalmente grande, mentre il condilo occipitale piccolo, suggerendo una relativa leggerezza del cranio. Il collo era lungo e flessibile e le vertebre molto allungate rispetto ad altri oviraptorosauri. Inoltre, a differenza di altri oviraptoridi e caenagnatidi, le vertebre posteriori erano prive di aperture per sacchi aeriferi portando alla conclusione che questo era un dinosauro primitivo rispetto agli animali di queste due famiglie.
Negli arti troviamo le maggiori somiglianze con gli uccelli. Quelli superiori erano infatti corti e potevano essere piegati lungo il corpo, con le ossa del polso fuse e dita artigliate. Una cresta sull'ulna, è stata interpretata come un punto d'attacco delle penne primarie dal paleontologo russo Sergei Kurzanov che concluse che Avimimus potesse compiere dei brevi voli. La presenza delle piume è ora generalmente accettata, ma molti paleontologi credono che l'animale non fosse in grado di volare e che esse venissero usate come sistema per trattenere il calore giornaliero. Le zampe erano lunghe e snelle, ad indicare che avimimus era probabilmente un corridore estremamente specializzato, fatto confermato dalla maggiore lunghezza degli stinchi rispetto alle cosce, tratto comune negli animali cursoriali. L'ilio era diretto quasi orizzontalmente dando origine ad anche eccezionalmente ampie. I piedi infine avevano tre dita dotate di artigli stretti e appuntiti. Poco si sa della coda ma il disegno dell'anca suggerisce che fosse abbastanza lunga.
Circa le sue abitudini alimentari, la dentatura poco sviluppata o assente suggerisce che l'animale avesse una dieta erbivora, onnivora o insettivora.

## Scoperta e specie
I resti di Avimimus furono scoperti da paleontologi russi ed ufficialmente descritti da Kurzanov nel 1981 come provenienti dalla Formazione Djadokta. Tuttavia, nella descrizione di un nuovo esemplare nel 2006, Mahito Watabe osservò il probabile errore circa la provenienza dei primi resti, più realisticamente rinvenuti nella più recente Formazione di Nemegt. La specie tipo è A. portentosus. Dato che nel ritrovamento non c'era traccia della coda, Kurzanov concluse erroneamente che Avimimus ne fosse privo. Questo venne smentito da rinvenimenti successivi contenenti vertebre caudali. Un secondo esmemplare di Avimimus quasi completo venne scoperto nel 1996 e descritto nel 2000 da Watabe e dalla sua équipe, che identificarono anche un certo numero di impronte di piccoli teropodi nella stessa area d'origine di Avimimus.
Una serie di ossa isolate che sono stati attribuite ad Avimimus ma differiscono da A. portentosus possono rappresentare una o più specie distinte, a cui ci si riferisce come Avimimus sp..
Nel 2008 un team di paleontologi canadesi, statunitensi e mongoli guidata da Phil Currie ha riportato la scoperta di un deposito geologico contenente una grande quantità di fossili appartenenti ad Aviminus sp. Il deposito si trova nella formazione di Nemegt, 10,5 metri sotto la formazione Barun Goyot nel Deserto del Gobi. Il team riferì di aver trovato numerose ossa appartenenti ad almeno dieci esemplari e che il deposito avrebbe potuto contenerne altre. Tutti gli esemplari erano degli adulti o dei subadulti, con gli adulti aventi diverse dimensioni. Gli adulti mostravano un maggiore grado di fusione scheletrica nel tarsometatarso e nel tibiotarso e anche molte cicatrici muscolari. Il team suggerì anche che il ritrovamento di numerosi esemplari insieme era dovuto al fatto che Avimimus fosse un animale gregario.

## Classificazione
Date le sue caratteristiche analoghe a quelle degli uccelli, non riscontrabili in altri tipi di dinosauri, è stato ipotizzato che Avimimus ne fosse un parente molto stretto. Infatti, Kurzanov sosteneva che Avimimus fosse il diretto antenato degli uccelli moderni, piuttosto che Archaeopteryx, che non vi era così strettamente legato, come era stato precedentemente suggerito. Questa ipotesi non è però stata supportata da successive analisi filogenetiche sulla parentela fra dinosauri e uccelli. Attualmente, la maggior parte degli scienziati crede che Avimimus appartenga effettivamente a un gruppo di dinosauri simili a uccelli più primitivi rispetto ad Archaeopteryx, gli Oviraptorosauri. Avimimus venne posto da Kurzanov nella famiglia degli avimimidae, di cui è l'unico rappresentante, nel 1981. Nel 1991, Sankar Chatterjee costituì l'ordine degli avimimiformes in cui includere Avimimus. Nessuno di questi gruppi è usato frequentemente dai paleontologi perché sono monospecifici. Studi recenti hanno dimostrato che Avimimus può essere inserito all'interno degli Oviraptoridae, all'interno del sottogruppo degli Elmisaurinae.